# Gold(I)-cyanid
Gold(I)-cyanid ist eine anorganische chemische Verbindung aus der Gruppe der Cyanide.

## Gewinnung und Darstellung
Gold(I)-cyanid kann durch Reaktion von Kaliumdicyanidoaurat(I) mit Salzsäure gewonnen werden.
{\displaystyle \mathrm {K[Au(CN)_{2}]+HCl\longrightarrow AuCN+HCN+KCl} }
Ebenfalls möglich ist die Gewinnung durch Fällung einer Gold(III)-chlorid-Lösung mit Kaliumcyanid.

## Eigenschaften
Gold(I)-cyanid ist ein gelber kristalliner geruch- und geschmackloser Feststoff. Er ist beständig an der Luft, schwer löslich in Wasser und verdünnten Säuren und löslich in Alkalicyanidlösungen, in Kalilauge und wässrigem Ammoniak sowie in Natriumthiosulfat- und Ammoniumsulfid-Lösungen. Er zersetzt sich beim trockenen Erhitzen unter Gold-Abscheidung. In feuchtem Zustand ist er unbeständig in Licht und färbt sich dabei grünlich. Die Verbindung besitzt eine hexagonale Kristallstruktur (a = 3,40 Å, c = 5,09 Å). Dabei liegen parallele lineare Ketten von Au-C-N vor.